# ديك أيلوارد
ديك أيلوارد (بالإنجليزية: Dick Aylward)‏ هو لاعب كرة قاعدة أمريكي، ولد في 4 يونيو 1925 في بالتيمور في الولايات المتحدة، وتوفي في 11 يونيو 1983 في Spring Valley ‏ في الولايات المتحدة.

## وصلات خارجية
- ديك أيلوارد على موقعبيزبول رفرنس.كوم (الدوري الرئيسي) (الإنجليزية)
- ديك أيلوارد على موقعبيزبول رفرنس.كوم (الدوري الثانوي) (الإنجليزية)